# أمير عبد المجيد
أمير عبد المجيد (10 ديسمبر 1960 -) هو عازف وملحن مصري.

## حياته
ولد في أسيوط في العاشر من ديسمبر عام 1960، وفي عام 1975 تقدم للالتحاق بالمرحلة الثانوية بالمعهد العالي للموسيقي العربية بأكاديمية الفنون، واصل دراسته بنجاح وحقق تقدما كبيرا في عزف آلة القانون مما أتاح له العمل الموسيقي.
في عام 1984 تخرج من معهد الموسيقي العربية وحصل على درجة البكالوريوس وانضم إلى فرقة حمادة النادي الموسيقية التي كانت تضم كبار العازفين ونفذ معهم الكثير من التسجيلات للمطربين الخليجيين، فتعرف على لون جديد من الموسيقي بالنسبة له، وهكذا أصبح عضوا في أكبر فرقتين موسيقيتين في ذلك الوقت وهما فرقة الموسيقي العربية بقيادة عبد الحليم نويرة وفرقة حمادة النادي الموسيقية.

## مسيرته
أحب الموسيقي من خلال والده الذي كان كفيفا ويعمل مدرسا للموسيقي في المركز النموذجي لرعاية وتأهيل المكفوفين.
مارس التوزيع الموسيقي من خلال عمله في العديد من الألحان وخاصة الألحان الخليجية وكوَّن فرقه موسيقية خاصة حملت اسمه وخاض تجربة التلحين وحقق نجاحا كبيرا في هذا المجال.
وفي تلك الفترة لحن للفنانة الكبيرة وردة عدة أغاني نذكر منها: متغربة– بحر الحب– شمس الخريف- وبتسافر.
وبعد ذلك لحن لكل من: وردة الجزائرية– عبد الله رويشد– نبيل شعيل– ماجد المهندس- أنغام- سميرة سعيد– علي الحجار– أصالة– محمد الحلو– آمال ماهر– لطيفة– شيرين– إيهاب توفيق- غادة رجب– حمادة هلال– ممدوح بيرم– أسامة الشريف– مي فاروق– ريهام عبد الحكيم– محمد المازم– أحمد سعد– المنشد عبد السلام الحسني.
في عام 1993 جاءت إلى مصر فرقة موسيقية شهيرة من لندن اسمها art of noise)) وأرادوا أن يسجلوا نماذج من عملهم وكان معهم مهندس صوت يدعي (جريج هانتر) ومنتج الفرقة ويدعي (جاز كوليمان) وكانوا يرغبون أن يسجلوا باستخدام آلات الموسيقي العربية وليس الأوركسترا الخاص بهم.
عرض مهندس الصوت على أن ينفذا عددًا من الأعمال معا بطريقة (Remix) وسافر مع فرقته وعاد إلى القاهرة بعد شهرين حيث عمل مع واستطاعا أن ينجزا ستة عشر عملا ما بين أغاني وموسيقي واستمرا يعملان معا لمدة أربع سنوات, كان مهندس الصوت يحضر خلالها عدة أشهر كل عام وانتهيا من عملهما عام 1998 وأنجزا ألبومين وسافرا إلى لندن للتعاقد مع إحدى الشركات لتوزيع الألبومين فطرح الشريط الثاني عام 2000.
وكان من الذين غنوا في الشريطين كل من: محمد الحلو– أسامة الشريف– تحية شمس الدين و.
وكان من بين أغاني الشريط الثاني أغنية (إشهدي) وغناها المطرب محمد الحلو وقد لاقت نجاحًا كبيرًا عند طرحها.
وأرادت شركة سوني أن تصدر ألبوما يضم أفضل عشر أغاني أصدرت في ذلك العام فكانت أغنية (إشهدي) التي غناها الفنان محمد الحلو ومن تلحين إحدى تلك الأغاني العشر.
بجانب تلحين الأغاني للمطربين والمطربات لحن أيضا الأغاني للعديد من المسلسلات نذكر منها: الرحمة المهداة– البيضاء– الرجل والطريق– أحلام سارة– اختفاء سعيد مهران– حضن الجبل- خان القناديل- قلب الخطر- وكالة عطية- رباعيات صلاح جاهين- كبرياء- هانم بنت باشا– الإمام الغزالي – أهل الهوى.
وكذلك ألف الموسيقى ولحن الأغاني للعديد من الأعمال المسرحية ومنها: تعظيم سلام– روح الوطن– الليلة المحمدية– نور الأحباب– مأساة الحلاج– رصاصة في القلب- يوم له تاريخ.
كما أنه يقوم بالتدريس كأستاذ غير متفرغ بأكاديمية الفنون بالمعهد العالي للموسيقي العربية لمادتي العزف الجماعي والارتجال وتخرج من تحت يديه العديد من العازفين المهرة.
وفيما يخص سلطنة عمان بالتحديد فإن قام بتوزيع وقيادة الأوركسترا في كل أعمال / خالد بن حمد البوسعيدي الخاصة بالأعمال الوطنية والمناسبات الخاصة للسلطان.

## أعماله
قام بتلحين كثير من الأغنيات لكثير من المطربين والمطربات المصريين والعرب:
- وردة: بحر الحب- متغربة- شمس الخريف- وبتسافر.
- أنغام: بحبّك قولها للعالم- طال السفر- بقولك إيه- بتحب مين- القالك حد- بلادي- حيران- ساعدني واساعدك- سلّم عليّ- لو حسيت- ليل وفرح- وحدانية- بفكّر فيك- معنى حبي- نجوم الليل- وانا لوحدي- مش عايزة القمر- تقدر ع المشوار- أقدر وما اقدرش- بدون عنوان- سألت نفسك.
- أصالة: ارجعلها – الأوّلة- على قدّ ما أنت.
- شيرين: الله أكبر- بحب النبي.
- علي الحجار: حِلِّيلي المسألة- القلب تعبان- رمضان كريم- أجر الصابرين- احسب لنا بدر- أدعوك- اذكر الله- استفتحت- يا مغيث- أقول يا رب- أنا عبدك- باب واحد- ليالي الشهر (مع مي فاروق)- طهرني بالبرد- ليلة من رمضان- غفلة الحياة- كل ظالم- يا عالي- يا مجير- اصلح أحوالي- أوسع الأبواب- فتح مبين- ريشة- آدِي الدنيا.
- محمد الحلو: حيًّا أعشق- رزقي وتساهيلي- صفوف الأنبياء- اتوضيت.
- إيهاب توفيق: حق لا يقهر- سلّمتلك قلبي.
- لطيفة: الهمنا الخير.
- ذكرى: أنا حبيتك.
- سميرة سعيد: اتفقنا.
- نبيل شعيل: أنا بسأل- فتاح يا عليم.
- عبد الله الرويشد: براءة- يا نور على نور.
- ماجد المهندس: باب السما- في غير حبك زاهد.
- ريهام عبد الحكيم: انظُر يا بن آدم.
- أحمد سعد: على الله.
- أسامة الشريف: ما تحرمناش- نويت- مغنواتي.
- عبد السلام الحسني: مكسبي- يا عالم بالغيب
- مي فاروق: أحمد واشكر- أشهد بأنك رحيم- الأمر لله- الله أكبر- باسألك الجنة- برحمتك- ليالي الشهر (مع علي الحجار)- فؤادي وطن- قدَّر والطُف- كل جارح- لولا عطفك- ما تجعللناش- هموم قلبك- يا رب يا ساتر- يا فتاح- اتقفلت أبواب- ما اشتكتش لغيرك-
- حمادة هلال: أشكر ربي- كل ما بابكي.
- آمال ماهر: قصة حب.
- محمد المازم: أختم صيامي.
- محمد الجبالي: على حسب وداد قلبك.
- ممدوح بيرم: القلب قبل الدار- يا مغني يا معين.
- ربى الجمال: فاكر والاّ ناسي.
- رامي خطاب: يا حميد يا مجيب.

## جوائز
في 2013، نال جائزة السلطان قابوس للثقافة والفنون والآداب في دورتها الثانية في فرع الفنون عن مجال الموسيقى.